# Åsane Fotball
Az Åsane Fotball egy norvég labdarúgócsapat Åsane városában. A csapat hazai pályán az Åsane Idrettsparkban játszik, amely 3000 fő befogadására alkalmas. A klub jelenleg a norvég másodosztályban szerepel.

## Játékoskeret
| #  |     | Poszt | Név                     |
| -- | --- | ----- | ----------------------- |
| 1  | NOR | K     | Eirik Østgaard          |
| 2  | NOR | V     | Martin Ueland           |
| 3  | NOR | V     | Eirik Wollen Steen      |
| 4  | NOR | V     | Jonas Eide Vågen        |
| 5  | NOR | V     | Sindre Austevoll        |
| 6  | NOR | V     | Bjarte Haugsdal         |
| 7  | NOR | KP    | Mats Selmer Thornes     |
| 8  | NOR | KP    | Tomas Kristoffersen     |
| 9  | NOR | CS    | Erling Flotve Myklebust |
| 10 | ERI | KP    | Senai Hagos             |
| 11 | NOR | KP    | Henrik Gjerde Ødemark   |

| #  |     | Poszt | Név                         |
| -- | --- | ----- | --------------------------- |
| 12 | NOR | KP    | Morten Gamst Pedersen       |
| 13 | NOR | K     | Thomas Hille                |
| 15 | NOR | V     | Emil Kalsaas                |
| 16 | NOR | KP    | Didirk Fredriksen           |
| 18 | NOR | KP    | Ole Kallevåg                |
| 19 | NOR | KP    | Kristoffer Larsen           |
| 20 | NOR | KP    | Stian Nygard                |
| 23 | NOR | V     | Erlend Hellevik Larsen      |
| 29 | NOR | KP    | Kristoffer Nesse Stephensen |
| 30 | NOR | K     | Idar Nordby Lysgård         |